# 코중격내림근
코중격내림근(depressor septi nasi muscle, depressor alae nasi muscle) 또는 비중격하체근(鼻中隔下掣筋)은 얼굴의 근육이다. 코중격내림근은 위턱뼈의 앞니오목과 입둘레근을 연결하며 코의 코중격까지 이어진다. 콧방울을 아래로 내리고 콧구멍의 크기를 줄이는 역할을 한다.

## 구조
코중격내림근은 위턱뼈의 앞니오목에서 시작된다. 눈둘레근에서도 부분적으로 일어날 수 있다. 근섬유는 위로 올라가 코중격과 코근 콧방울부분의 뒤쪽에 닿는다.
입술의 점막과 근육 사이에 위치한다.

## 기능
코중격내림근은 콧방울을 아래로 내리고 콧구멍을 수축시켜 다른 코 근육들의 직접적인 대항근 역할을 한다.
코근의 콧방울부분과 비슷하게 작용한다.

## 임상적 중요성
코성형술을 시행하는 동안 코중격내림근을 원위치시켜야 수술 이후 정상적으로 코가 놓일 수 있게 된다. 여러 가지 접근 방식이 쓰일 수 있으며 그 결과는 비슷하다.

## 추가 이미지

코중격내림근의 위치 (빨간색으로 표시)

## 참고 문헌
이 문서는 현재 퍼블릭 도메인에 속하는 그레이 해부학 제20판(1918) page 382의 내용을 기초로 작성된 글이 포함되어 있습니다.
1. 1 2 3 4  Sinno, Sammy; Chang, Jessica B.; Saadeh, Pierre B.; Lee, Michael R. (May 2015). “Anatomy and Surgical Treatment of the Depressor Septi Nasi Muscle: A Systematic Review”. 《Plastic and Reconstructive Surgery》 (미국 영어) 135 (5): 838e–848e. doi:10.1097/PRS.0000000000001169. ISSN 0032-1052. PMID 25919266. S2CID 20984532.
2. ↑  Rohrich, R J; Huynh, B; Muzaffar, A R; Adams, W P; Robinson, J B (2000년 1월 1일). “Importance of the depressor septi nasi muscle in rhinoplasty: anatomic study and clinical application”. 《Plastic and Reconstructive Surgery》 105 (1): 376–83; discussion 384–8. doi:10.1097/00006534-200001000-00059. ISSN 1529-4242. PMID 10627007.